# Manfred Wulfert
Manfred Wulfert (* 24. Oktober 1949 in Wernigerode) ist ein deutscher Politiker (CDU). Er war von 1990 bis 1994 Mitglied im Landtag Sachsen-Anhalt.

## Ausbildung und Leben
Manfred Wulfert besuchte nach der Mittleren Reife die Fachschule und machte 1964 bis 1967 eine Lehre als Schlosser. Nach den Gesellenjahren 1967 bis 1978 war er 1978 bis 1992 als selbständiger Handwerksmeister und seit 1992 als Geschäftsführer der Metallbau Wulfert GmbH tätig. 
Manfred Wulfert, der evangelischer Konfession ist, ist verheiratet und hat einen Sohn.

## Politik
Manfred Wulfert war 1983 bis 1990 Mitglied NDPD und trat 1992 der CDU bei. Seit 1993 war er Mitglied des Landesvorstandes der CDU und der MIT der CDU/CSU. Seit 1990 gehörte er dem Kreistag Wernigerode an. Er wurde bei der ersten Landtagswahl in Sachsen-Anhalt 1990 im Landtagswahlkreis Blankenburg (WK 16) direkt in den Landtag gewählt. Im Landtag war er Mitglied im Ausschuss für Umwelt, Energie und Raumordnung.